# 제이크 자이러스
제이크 자이러스(Jake Zyrus, 1992년 5월 10일 ~ )는 필리핀의 가수이다.
유튜브를 통해 전 세계에 이름을 알렸다. 또한 대한민국에서는 놀라운 대회 스타킹이라는 버라이어티 프로그램에 출연하여 주목을 받았으며 세계적인 토크쇼 오프라 윈프리 쇼에 출연하며 순식간에 세계적으로 주목을 받았고 데뷔 음반인 Charice를 통하여 동양인으로서 톱10 순위에 랭크되며 빌보드 200 음반 차트에서 8위를 거두는 성과를 얻었다.
태어날 때의 이름은 채리스 펨핀코(Charmaine Clarice Relucio Pempengco)였으며, 채리스(Charice)라는 예명을 썼다. 2017년 남성으로 성전환(transition)을 했으며 제이크 자이러스로 개명했음을 밝혔다.

## 음반 목록
정규 음반
- 2008: Charice
- 2009: My Inspiration
- 2010: Charice
- 2016: Catharsis